# Zamulińce (przystanek kolejowy)
Zamulińce (ukr. Замулинці) – przystanek kolejowy w miejscowości Zamulińce, w rejonie kołomyjskim, w obwodzie iwanofrankiwskim, na Ukrainie. Położony jest na linii Lwów – Czerniowce.